# Rossovermiglio
Rossovermiglio è il primo romanzo di Benedetta Cibrario, con il quale ha vinto il Premio Campiello nel 2008.

## Trama
La protagonista appartiene all'aristocrazia torinese. Nel 1928, a 19 anni, il padre la costringe a scegliere il marito in una lista di cinque nomi: sceglie Francesco Villaforesta, con cui si sposa in ottobre.
Durante il viaggio di nozze a Parigi conosce Trott (abbreviazione di un complicato nome austriaco), anch'egli sposato, da cui rimane affascinata. Lo rivede quattro anni dopo ad un ricevimento: lui tenta un approccio ma senza conseguenze. Il loro rapporto ha una svolta nel 1939: si rivedono a Torino e passano una giornata insieme in un albergo di quart'ordine.
Intanto il matrimonio della protagonista sta naufragando: il marito ha un'amante, Jole, che non esita ad ostentare. Decide così di fuggire da Torino e rifugiarsi in Toscana, nella tenuta detta 'la Bandita' a San Biagio, lasciatale in eredità dal fratello Enrico morto nel corso di un viaggio in Africa (la tenuta era stata vinta al gioco dal padre e successivamente intestata a Enrico).
Trott, contrariamente a ciò che le aveva promesso nel loro incontro del '39, rimasto l'unico, non fa più avere notizie di sé fino a dopo la guerra, quando si reca in Toscana: fa intendere che il suo matrimonio è fallito, e ora si reca a Firenze in cerca di opere d'arte per un ricco statunitense. Ma alla fine decide di stabilirsi alla Bandita, dove si mostra molto abile nella coltivazione del vino. Trott sparisce all'improvviso nel giugno del 1946, durante i giorni del referendum per la scelta tra monarchia e repubblica. La protagonista è incinta: dopo la sparizione di Trott decide di lasciare il bambino a Mario e Novella, che l'aiutano nella gestione della tenuta. Dino vivrà accanto a lei senza sapere di essere suo figlio e diverrà abilissimo nel gestire la Bandita.
Dopo decine di anni la protagonista riceve una lettera di Francesco Villaforesta: è molto malato e la prega di rinunciare ai diritti che ancora ha sui beni di famiglia (sono ancora ufficialmente sposati) per il figlio Aimone avuto da Jole. La protagonista fa di più: in un testamento lascia ad Aimone una parte della Bandita.
Qualche giorno dopo Villaforesta si reca a trovarla. Una vecchia lettera casualmente caduta da un libro che lui aveva portato con sé le fa scoprire la verità: Villaforesta aveva vigilato segretamente su di lei incaricando un avvocato del luogo, Ricorsi, col quale è ancora in buoni rapporti, di sorvegliarla per evitarle di commettere errori. Anche la sparizione di Trott è opera di Villaforesta e Ricorsi: i due, saputo della cattiva reputazione dell'uomo (si dice che cerchi di approfittare del patrimonio delle sue amanti, che abbia debiti di gioco, che sia stato una spia tedesca) lo hanno convinto ad andarsene in cambio di un'adeguata somma di denaro.
La protagonista, furiosa per la scoperta, vorrebbe chiedere spiegazioni a Villaforesta, che sta dormendo dopo avere avuto un malore, ma all'ultimo rinuncia: pensa che forse Villaforesta l'ha amata veramente e forse lei per ansia e paura non è riuscita a capirlo. Cerca anche di confessare a Dino di essere sua madre, ma lui la tratta come un bambino impertinente, cambiando discorso.
Il romanzo prende il titolo dal Rossovermiglio, uno dei vini che si producono alla Bandita.

## Edizioni
- Benedetta Cibrario, Rossovermiglio, collana I narratori, Feltrinelli, 2007,  p. 213, ISBN 978-88-07-01734-6.
- Benedetta Cibrario, Rossovermiglio, collana Universale Economica, Feltrinelli, 2009,  p. 213, ISBN 978-88-07-72121-2.